# Dag Lundquist
Dag "Dagge" Sven Iwan Lundquist, född 5 maj 1953 i Saltsjöbaden, är en svensk musikproducent, ljudtekniker och musiker. Han har arbetat med bland andra Trettioåriga Kriget, Adolphson & Falk, Docenterna, Staffan Hellstrand och Lykke Li. 
Dag Lundquist är son till tonsättaren Torbjörn Iwan Lundquist.